# Карбонитрид гафния
Карбонитрид гафния (HfCxNy) —  тугоплавкое химическое соединение, представляющее собой твердый раствор, образованный карбидом и нитридом переходного металла гафния, имеющее наивысшую, рекордную, на сегодняшний день, температуру плавления около 4200 °С. Предыдущий рекордсмен  — Карбид тантала-гафния.
Для получения карбонитрида гафния используют методы химического осаждения из газовой фазы и метод магнетронного распыления. Получение стехиометрических порошков HfCxN1-х  производится из смеси гафния и углерода в атмосфере азота в шаровой мельнице путем механически индуцированных самоподдерживающихся реакций .
- В 2015 году ученые из Брауновского университета провели моделирование атомной решетки HfCxNy, которое предсказало, что этот материал может иметь температуру плавления, превышающую предыдущий рекорд Ta4Hf1C5 на 200 K[5].

- В 2019 году коллектив учёных МИСиС получил разновидность карбонитрида гафния с химической формулой HfC0,5N0,35[6].

## Потенциальное применение
Ракетно-космическая промышленность («материалы прямого нагрева», теплозащитные и теплоотводящие поверхности, лопатки). 
Высокотемпературные лабораторные эксперименты.